# جيسيكا أندرسون (روائية)
جيسيكا مارغاريت أندرسون (بالإنجليزية: Jessica Anderson) (من عائلة كييل؛ 25 سبتمبر 1916-9 يوليو 2010) روائية أسترالية وكاتبة قصة قصيرة. ولدت في غاينداه. عاشت أندرسون معظم حياتها في سيدني باستثناء بضع سنوات في لندن. بدأت عملها في كتابة القصص للمجلات والنصوص الدرامية للإذاعة، خاصةً المقتبسة من روايات معروفة جيدًا. بدأت عملها روائية في وقت متأخر من حياتها، إذ نشرت أول رواية لها عندما كان عمرها 47، جذبت أولى رواياتها القليل من الانتباه. برزت بعد نشر روايتها الرابعة، تيررا ليرا على ضفاف النهر في 1978. على الرغم من كونها ما تزال معروفة لذلك العمل، نالت العديد من رواياتها إشادة عالية، وأبرزها المنتحلون (1980) وقصص من المنطقة الدافئة وقصص سيدني (1987)، وفازت كلتاهما بجوائز. فازت مرتين بجائزة مايلز فرانكلين الأدبية، ونشرت في بريطانيا والولايات المتحدة. توفيت جيسيكا أندرسون في خليج إليزابيث، نيو ساوث ويلز في 2010، إثر سكتة دماغية. وهي والدة كاتبة السيناريو الأسترالية لورا جونز، طفلتها الوحيدة.

## النشأة
ولدت جيسيكا أندرسون باسم جيسيكا مارغريت كييل في غاينداه في كوينزلاند، في 25 سبتمبر 1916 لتشارلز جيمس كييل وآليس كييل (من عائلة هيبرت). كان والد أندرسون، تشارلز كييل (1867 – 1933)، أصغر طفل في عائلة إيرلندية كبيرة، والوحيد الذي ولد في أستراليا. عند وصولهم إلى كوينزلاند، أقامت عائلة كييل في غاينداه في المنزل الذي تشير إليه أندرسون بكثرة في قصص من المنطقة الدافئة وقصص سيدني باسم «الحظيرة القديمة». ينحدر تشارلز كييل من عائلة مزارعين، حصل على شهادة الطب البيطري وتولى منصبًا في قسم الزراعة والمواشي في كوينزلاند. ولدت والدة أندرسون، آليس كييل (1879 – 1968)، في إنجلترا، وهاجرت إلى كوينزلاند مع عائلتها في سن الثالثة. كانت ابنة لمعلم الموسيقى في كنيسة إنجلترا، و تعلمت الكمان عندما كانت طفلة وعزفت أحيانًا لعائلتها عندما أصبحت راشدة. قبل الزواج، عملت آليس في الخدمة العامة وانضمت إلى الحركة العمالية في كوينزلاند التي التقت فيها بوالد أندرسون، تشارلز. رفضت عائلة آليس الإنجيليين المخلصين زواجها من تشارلز، ورفضت والدة آليس رؤية تشارلز أو أيًا من أطفال آليس لبقية حياتها.
كانت جيسيكا أصغر من أربعة أطفال؛ الشقيق الأكبر آلان ليندسي كييل (1908 – 1982)، فيدا جوان كييل (1910 – 1954)، وباتريشيا كييل. أُشير إلى كل منهم في أعمالها التي تشبه السيرة الذاتية: قصص من المنطقة الدافئة وقصص سيدني. بدت علاقة أندرسون مع أخيها آلان (نيل في المذكرات) الذي يكبرها بثماني سنوات الأقل تطورًا في المجموعات.  قالت أندرسون في إحدى مقابلة إنها عاشت هي وأخوها لسنوات عديدة «في مسارات مختلفة من نفس العائلة»، وكان مقربًا منها فقط خلال السنوات الأخيرة من حياته، عندما كانا وحدهما الأعضاء الباقين على قيد الحياة من عائلتهم. آلان كييل اكتسب بعض الشهرة المستحقة بصفته مؤرخًا منتجاً، فقد بقيت غالبية المؤلفات في تاريخ أستراليا والمصنوعات اليدوية في كوينزلاند، والعديد من مجموعاته في مكتبة كوينزلاند الحكومية والمكتبة الوطنية الأسترالية. ما وراء التلميحات الموجزة التي تقدمها قصص من المنطقة الدافئة وقصص سيدني، لا يعرف سوى القليل عن علاقات أندرسون مع شقيقتيها جوان وباتريشيا. توفيت شقيقتها الكبرى جوان في الأربعينات في وقت مبكر، عندما كانت أندرسون في الثلاثينات من عمرها، وتركت بشكل مأساوي وراءها العديد من الأطفال الصغار. أختها الأخرى باتريشيا ماتت أيضًا بمرض السرطان بعد سنوات لاحقة. كتبت أندرسون بمودة كبيرة تجاه أخواتها.
لصالح تعلم الأطفال، انتقلت عائلة كييل من غاينداه إلى ضواحي بريسبان في أنيرلي عندما كانت أندرسون تبلغ من العمر خمس سنوات. ترك والد أندرسون تشارلز «فدانات والده القليلة» على مضض وتولى وظيفة في مكتب في بريسبانز سي بي دي، وبذلك «أرشد الآخرين بكيفية الزراعة، وكيفية علاج المرض عند المواشي وفي المحاصيل، لكن كان يتوق للعودة إلى الزراعة بنفسه». 
الباقي من طفولة أندرسون، عاشت عائلة كييل في 56 فيلا شارع، في منزل بالقرب من  متنزه يرينغا التذكاري. على الجانب الآخر من المتنزه كانت مدرسة يرينغا الحكومية، المدرسة التي بدأت فيها أندرسون تعليمها الرسمي. على الرغم من سمعتها باعتبارها واحدة من أفضل المدارس الحكومية في ولاية كوينزلاند في ذلك الوقت، أصبحت مدرسة يرينغا الحكومية بسرعة مركزًا للقلق والإحباط لأندرسون التي عانت فيها من إعاقة في الكلام، ما تسبب لها بمشاكل في الفصول الدراسية. أصبحت إعاقة الكلام (بالإضافة لتغيبها) عائقًا لأندرسون في استكمال تعليمها، ما جعل والديها يقررون تعليمها في المنزل من قبل والدتها، بينما تحضر جلسات العلاج الكلامي الأسبوعية في المدينة. على الرغم من هذه الجهود، بقي تلعثم أندرسون الطفيف معها لبقية حياتها، وقال عدة مراقبون أن الإعاقة أعطت خطابها جوًا من الحذر المتعمد. بعد دراستها الابتدائية، التحقت أندرسون بالمدرسة الثانوية في ولاية بريسبان. ودرست في كلية الفنون في مدرسة بريسبان التقنية، إلى أن تخرجت منها.
مات والد أندرسون عندما كانت في السادسة عشر فقط؛ إذ كان يعاني من التهاب القصبات المزمن وانتفاخ الرئة، بعد أن نجا من الخناق وحمى التيفوئيد، مرض والدها هو الغطاء الذي بنيت عليه العديد من الحكايات في قصص من المنطقة الدافئة، ووفاته كانت بلا شك «ضربة مريرة» للفتاة الصغيرة وأشقائها.
يبدو أن أندرسون كانت لديها علاقة معقدة مع بريسبان، وهي مدينة «حيث تقع الوحشية والوداعة بسهولة جنبًا إلى جنب». على الرغم من اعتقادها بأن بريسبان في العشرينيات كانت محدودة، قالت إنها لم تكن «بالكامل ضيقة وجامدة». أخذت نسخًا جيدة من الروايات الروسية العظيمة في المكتبات العامة في بريسبان دليلا على وجود العديد من الناس المحبطين في بريسبان. «ناس مع طموح يتجاوز مجتمعهم». اعتبرت نفسها ضحية للتوقعات الاجتماعية الخانقة للمدينة الاستعمارية القديمة، وقالت إنها «ستحبذ أن تكون مهندسة معمارية، ولكن يبدو أنه من المستحيل تمامًا لفتاة أن تكون مهندسة معمارية في ذلك الوقت، وخاصةً في بريسبان». 

## الحياة بصفتها كاتبة تجارية
في 1935، في سن 18، غادرت أندرسون منزل بريسبان للعيش في سيدني. على الرغم من حقيقة أنها قضت طفولتها في كوينزلاند، قالت في مقابلات لها إنها شعرت بتقارب أكبر مع سيدني، المدينة التي أنفقت فيها الجزء الأكبر من حياتها البالغة. عاشت هنالك على أجور عدة مصادر، بما في ذلك وظيفة الرسم بالدهان، ووظيفة تصميم العلامات الكهربائية، إذ استفادت من تدريبها الفني في مدرستها، وبعد ذلك من العمل في المحلات التجارية والمصانع. عاشت هي وأصدقاؤها في بوتس بوينت في «قصور كبيرة قديمة بالية مع حدائق تصل إلى الميناء». في مدينة ما تزال تتعافى من ويلات الكساد الكبير، لم تكن الحياة لأندرسون سهلة تمامًا: «كانت الأوقات صعبة جدًا»، وقالت: «كان الناس فقراء، ولكنها حرة جدًا. كان لدينا حياة جيدة».
بقيت أندرسون طوال حياتها تراوغ حول تفاصيل حياتها باعتبارها كاتبة تجارية، لم تُعرف تفاصيل متى بدأت الكتابة تجاريًا باستخدام أسماء مستعارة؟ أو ماذا كانت تلك الأسماء المستعارة؟ أو، في الواقع، كم كتبت؟ كشفت فقط عن أنها بدأت الكتابة للمجلات والصحف للضرورة التجارية، ونادرًا ما كانت تستخدم اسمها. على الرغم من أنها حققت النجاح في وقت لاحق في هذا المجال، قالت في بعض الأحيان إنه كلما تحسنت كتابتها، كان يُرفض نشر نصوصها بشكل متكرر. في الثلاثينيات من عمرها، بدأت تكتب تجاريًا للإذاعة. بدأت مع فواصل النصف ساعة، أصبحت أندرسون مهتمة تدريجيًا في تقنية صياغة المسرحيات الإذاعية، وبدأت بتقديم بضعًا من أفضل أعمالها إلى أي بي سي تحت اسمها الخاص. نسبت في وقت لاحق ولعها بكتابة الحوار التوسعي في رواياتها إلى تجربتها المبكرة في كتابة المسرحيات الاذاعية.
التقت أندرسون زوجها الأول في سيدني، روس مكغيل، وعاشت معه لمدة ثلاث سنوات قبل زواجهما في 1940. وصفت مكغيل بأنه «فنان تجاري يتوق لأن يكون رسامًا». بشكل مأساوي، دُمرت كل أعماله تقريبًا في حريق، ولم يتبقَّ لأندرسون سوى القليل من رسوماته التي قد كانت مع صديق مشترك بينهما الذي شاركهم مع أندرسون بعد ذلك بسخاء.
انتقل كل من أندرسون ومكغل مؤقتا إلى لندن في 1937. هناك، أسست أندرسون عملًا وصفته بأنه «عمل مساعد»: كانت تبحث لمجلة تووسمان، وتعمل كاتبة. في الوقت نفسه، عمل زوجها مكغيل فنان تخطيط لوكالة الإخوة ليفر، بينما استمر بالرسم في وقت فراغه. في حين اعتبر بعض النقاد هذه الشّح في إنجلترا دليلا على طبيعة السيرة شبه الذاتية لتيررا ليرا على ضفاف النهر، رفضت أندرسون مثل هذه الادعاءات مؤكدةً على أنه في حين أن كلًا من شخصياتها قد امتلكوا جزءًا من نفسها فيهم، لكن لم يكن أي منها تمامًا كسيرتها الذاتية.
في 1940، عادت أندرسون ومكغيل إلى سيدني. أثناء الحرب، عملت أندرسون قاطفة ثمار موسمية في جيش أرض النساء الأسترالي. أنجبت طفلتها الوحيدة، لورا جونز (من عائلة مكغيل) في 1946. يعمل جونز الآن كاتب سيناريو سينمائي وتلفزيوني في أستراليا.

## الروايات االأولى
بعد أربعة عشر عامًا من الزواج، تطلق أندرسون ومكغيل، وتزوجت ليونارد كولبرت أندرسون في 1955. سمحت الظروف المالية الأكثر راحةً بعد زواجها الثاني لها بتحقيق رغبتها بكتابة الرواية مدى الحياة.
- الجنون العادي.
- السؤال عن المال.
- رأس الرجل الأخير.
- القائد.

## النجاح والروايات اللاحقة
انتهى زواج أندرسون الثاني بالطلاق في 1976. وبحلول ذلك الوقت، كانت أندرسون قد أسست نفسها روائية محترفة، مع كل من رواياتها التي حققت نجاحًا معتدلًا.
- تيررا ليرا على ضفاف النهر.
- المنتحلون.
- قصص من المنطقة الدافئة وقصص سيدني.
- أخذ مأوى.
- واحدة من طيور السياج.